# Georges de Bologne Saint-Georges
Pour les articles homonymes, voir Bologne (homonymie).
Georges de Bologne (1711-1774) est un planteur et négociant créole de la Guadeloupe, originaire de l'Angoumois, connu pour être le père du chevalier de Saint-George.

## Un planteur et négociant opulent
Petit fils d'un huguenot hollandais qui possédait une plantation et un atelier de 53 esclaves, Georges de Bologne est l'un des principaux propriétaires terriens de la Guadeloupe. 
Il possède, dans la paroisse du Baillif, une sucrerie de 160 hectares et 212 esclaves, et une cefèterie de 60 hectares avec 61 esclaves. 
Les résultats économiques des plantations des Bologne subissent les aléas de l'économie de plantation esclavagiste de la Guadeloupe. 

## Duel et condamnation
Au cours d’une visite à son oncle Samuel de Bologne, Georges de Bologne et Pierre-Julien Le Vanier de Saint-Robert,  en viennent à se battre en duel. Le Vanier de Saint-Robert, qui semblait avoir été blessé sans gravité, meurt trois jours plus tard. Le rapport suppose que la blessure, provoquée par un coup d’épée, a probablement entraîné la mort par tétanos. Le sieur de Saint Georges quitte alors la Guadeloupe en décembre 1747. Il sera effectivement condamné à mort par contumace, à la confiscation de tous ses biens et pendu en effigie sur la place de Basse-Terre en mai 1748. 
Deux ans plus tard, Pierre de Bologne, Secrétaire du Roi, plaide la cause de son frère auprès du roi Louis XV et obtient des lettres de rémission. Georges de Bologne peut alors retourner à la Guadeloupe et recouvrer ses biens, après un séjour de deux ans chez son frère Pierre à Angoulême.
Georges est nommé peu après gentilhomme ordinaire de la chambre du Roi.

## Un colon absentéiste?
Si Georges de Bologne Saint-Georges est fermier-général à la Guadeloupe, on suppose qu'il doit résider sur l'Île afin d'exercer ses fonctions. S'il doit exercer lesdites fonctions sur le territoire métropolitain, alors, il n'y a aucune raison que la Guadeloupe soit son lieu de résidence.
« (…) jamais la Guadeloupe n'a été le lieu de son domicile fixe. Georges de Bologne de Saint-Georges  aurait donc vécu loin de ses propriétés durant de nombreuses années, les gérant depuis Paris et s'endettant pour acheter des esclaves, en 1762, auprès de Vidal (le remboursement d'un emprunt de 88 000 livres fait en effet l'objet du litige entre George de Bologne et son prêteur, Louis-Joseph Vidal, habitant et négociant à la Guadeloupe), puis par un acte passé devant notaire, le 29 juin 1764, auprès du Comte de Kearney, pour la même raison. Il apparaît que le sieur de Saint-George était considéré comme un mauvais payeur et il le fut jusqu'à sa mort…). (Exposition. Gourbeyre (Guadeloupe). 2001) ».
Guillaume de Bologne, demeurant alors à l'hôtel de Châteauvieux, au 49, rue Saint André des Arts, avait emprunté à Christophe de Kearney, un aristocrate irlandais, la somme de 6 500 francs, valeur de l'époque, dont une part était destiné à l'achat d'esclaves pour ses habitations de la Guadeloupe. Somme qu'il reste devoir encore en 1766.